# Europees kampioenschap schaatsen 1931
Het Europese kampioenschap allround in 1931 werd van 7 tot 8 februari 1931 verreden op de ijsbaan Östermalms Idrottsplats in Stockholm.
De titelhouder was de Noor Ivar Ballangrud, die in 1930 Europees kampioen werd in het Øen Stadion in Trondheim. De Fin Clas Thunberg werd voor de derde keer kampioen.
Dolf van der Scheer haalde als eerste Nederlander het podium van een Europees kampioenschap

## Klassement
| #      | Naam                | Land       | Punten  | 500m      | 5000m        | 1500m       | 10.000m       |
| ------ | ------------------- | ---------- | ------- | --------- | ------------ | ----------- | ------------- |
| Goud   | Clas Thunberg       | Finland    | 200.910 | 45,4 (1)  | 9.02,1 (2)   | 2.20,7 (1)  | 18.08,0 (2)   |
| Zilver | Ossi Blomqvist      | Finland    | 202.357 | 47,0 (8)  | 8.50,4 (1)   | 2.26,0 (4)  | 17.53,0 (1)   |
| Brons  | Dolf van der Scheer | Nederland  | 203.870 | 45,6 (2)  | 9.04,8 (3)   | 2.24,6 (2)  | 18.31,8 (6)   |
| 4      | Bernt Evensen       | Noorwegen  | 204.973 | 45,7 (3)  | 9.07,0 (5)   | 2.27,7 (5)  | 18.26,8 (5)   |
| 5      | Hans Engnestangen   | Noorwegen  | 206.070 | 46,8 (6)  | 9.16,8 (9)   | 2.25,8 5    | 18.19,8 (4)   |
| 6      | Per Holtung         | Noorwegen  | 207,882 | 47,0 (8)  | 2.29,0 (8)   | 9.10,8 (7)  | 18.42,7 *(10) |
| 7      | Armand Carlsen      | Noorwegen  | 207,895 | 49,0 (15) | 2.28,5 (6)   | 9.06,0 (4)  | 18.15,9 (3)   |
| 8      | Carl Lindberg       | Zweden     | 208,652 | 48,0 (13) | 2.28,7 (7)   | 9.09,9 (6)  | 18.41,9 (9)   |
| 9      | Carsten Christensen | Noorwegen  | 208,860 | 47,6 (11) | 2.29,7 (11)  | 9.17,5 (10) | 18.32,2 (7)   |
| 10     | Kolbjørn Andersen   | Noorwegen  | 209,237 | 46,2 (4)  | 2.29,0 (8)   | 9.20,2 (13) | 19.07,0 (16)  |
| 11     | Wollert Nygren      | Noorwegen  | 210,345 | 47,3 (10) | 2.31,2 (14)  | 9.21,6 (14) | 18.49,7 (13)  |
| 12     | Fritz Jungblut      | Oostenrijk | 211,143 | 48,7 (14) | 9.18,3 (11)  | 2.29,5 (10) | 18.55,6 (14)  |
| 13     | Gunnar Almér        | Zweden     | 211,222 | 46,2 (4)  | 9.24,4 (16)  | 2.33,5 (18) | 19.08,3 (18)  |
| 14     | Rudolf Riedl        | Oostenrijk | 211,815 | 47,8 (12) | 9.26,4 (17)  | 2.30,0 (12) | 19.07,5 (17)  |
| 15     | Siem Heiden         | Nederland  | 212,053 | 49,6 (19) | 9.19,4 (12)  | 2.30,4 (13) | 18.47,6 (12)  |
| 16     | Gösta Eriksson      | Zweden     | 212,350 | 49,4 (18) | 9.12,3 (8)   | 2.32,4 (17) | 18.58,4 (15)  |
| 17     | Gustaf Andersson    | Zweden     | 212,830 | 49,6 (19) | 9.22,2 (15)  | 2.32,1 (16) | 18.46,2 (11)  |
| 18     | Georg Rahmberg      | Zweden     | 214,368 | 49,0 (15) | 9.49,4 (18)  | 2.31,6 (15) | 18.37,9 (8)   |
| NC19   | Gerb Sonderman      | Nederland  | 160,203 | 46,9 (7)  | 10.08,7 (20) | 2.37,3 (19) |               |
| NC20   | Teun Boot           | Nederland  | 161,827 | 49,0 (15) | 10.02,6 (19) | 2.37,7 (20) |               |

* = met val
NC = niet gekwalificeerd
NF = niet gefinisht
NS = niet gestart
DQ = gediskwalificeerd